# Alwara Höfels
Alwara Höfels (Kronberg im Taunus, 6 aprile 1981) è un'attrice tedesca.

## Biografia
Alwara Höfels nasce il 6 aprile 1981 a Kronberg im Taunus, figlia degli attori Klara Höfels e Michael Greiling. 
Frequenta l'Accademia d'arte Ernst Busch dove studia recitazione. Dal 2006 al 2009 ha fatto parte del cast dell'ensemble del Deutsches Theater.
Ottiene notorietà grazie al ruolo nel film 300 ore per innamorarsi.

## Filmografia parziale
- 300 ore per innamorarsi (Keinohrhasen), regia di Til Schweiger (2007)
- Fuck you, prof! (Fack ju Göhte), regia di Bora Dağtekin (2013)
- Fuck you, prof! 2 (Fack ju Göhte 2), regia di Bora Dağtekin (2015)
- La mia diabolica amica (Meine teuflisch gute Freundin), regia di Marco Petry (2018)

## Doppiatrici italiane
- Domitilla D'Amico in Fuck you, prof! e Fuck you, prof! 2